# Caxixi
En Caxixi er to små bastkurve, med små frø eller småsten indeni, og en hård skal i bunden. Herved kan man lave grundlæggende to lyde: den bløde og den hårde, når frø/sten rammer hhv. bast eller den hårde skal. Kendt fra Brasilien, men stammer fra Afrika.
Caxixi ses ofte i brug sammen med en Berimbau.